# SPD Bedrijfsadministratie
SPD Bedrijfsadministratie is een hbo-opleiding in Nederland en valt onder de Wet op het hoger onderwijs en wetenschappelijk onderzoek (WHW). De opleiding kent een propedeuse (met 60 studiepunten) en een hoofdfase (met 180 studiepunten).  

## Geschiedenis
De baccalaureus hbo-opleiding SPD Bedrijfsadministratie werd oorspronkelijk beheerd door de Informatie Beheer Groep. Deze instantie verstrekte ook de deelcertificaten en uiteindelijk het diploma SPD Bedrijfsadministratie. Het staatspraktijkdiploma bedrijfsadministratie, vandaar de afkorting SPD, werd in 1981 opgenomen in de wet op het voortgezet onderwijs.
Het staatspraktijkdiploma bestond in haar laatste fase en tijdens de eerste fase van de overdracht van de Informatie Beheer Groep naar de Nederlandse Associatie voor Praktijkexamens uit de volgende deelcertificaten: economisch technische verschijnselen (algemene economie), bedrijfscalculatie, bedrijfsstatistiek, bedrijfsrecht (inclusief belastingrecht), bedrijfseconomie I, bedrijfseconomie II (bestaande uit de deelexamens marketing en management & organisatie), bedrijfscommunicatieve vaardigheden (een vaardighedenverklaring van de werkgever en een mondeling presentatie) en bedrijfsadministratie (bestaande uit de deelexamens administratieve organisatie en bedrijfsadministratie). In de tweede fase van de overdracht Nederlandse Associatie voor Praktijkexamens werd het diploma Moderne Bedrijfsadministratie als propedeuse verplicht gesteld. In de oorspronkelijke vorm konden kandidaten ook deeldiploma's aanvragen: SPD I en SPD II.
Door de marktwerking die in gang werd gezet door de overdracht van de Informatie Beheer Groep aan de Nederlandse Associatie voor Praktijkexamens volgde wijzigingen in de opleiding zich in relatief hoog tempo op. Door de diversificatie in het hbo in Nederland zijn tussen 1990 en het jaar 2000 een groot aantal verwante hbo-opleidingen bijgekomen evenals de mogelijkheid om bij de meeste reguliere hogescholen deze opleidingen ook in deeltijd te voltooien. Vanaf 2012 hebben veel van de bekostigde takken van het hoger onderwijs de deeltijdopleidingen weer afgestoten die eens een alternatief waren voor SPD.

## Doelgroep
Kandidaten voor de opleiding SPD Bedrijfsadministratie bestaan traditioneel uit personen die reeds in een financieel administratieve functie werkzaam zijn (in functies zoals aangiftemedewerker, hoofd administratie, assistent accountant en assistent controller) en die een hbo-opleiding wensen af te ronden.

## Vervolgopleidingen
Traditionele vervolgopleidingen op SPD Bedrijfsadministratie zijn op hbo+ niveau:
- Controllersopleidingen: AC, HOFAM + en soortgelijke opleidingen
- Accountantsopleidingen: AA en ACCA
- Belastingadviesopleidingen: CB en FB

## Toezicht
Het toezicht op SPD Bedrijfsadministratie wordt uitgevoerd door het Nederlands Genootschap van Opleiders voor comptable- en economische examens (NGO). Het Examenbureau NGO SPD Bedrijfsadministratie (ENS) verzorgt de samenstelling van de examens voor de SPD-opleiders die zijn vertegenwoordigd in het NGO. 

## Opleiders
De volgende instellingen of bedrijven boden in 2018 de opleiding SPD Bedrijfsadministratie aan:
- ABC Opleidingen
- Hogeschool NIFA
- LOI
- Markus Verbeek Praehep
- NCOI
- NTI